# Provador de vàlvules

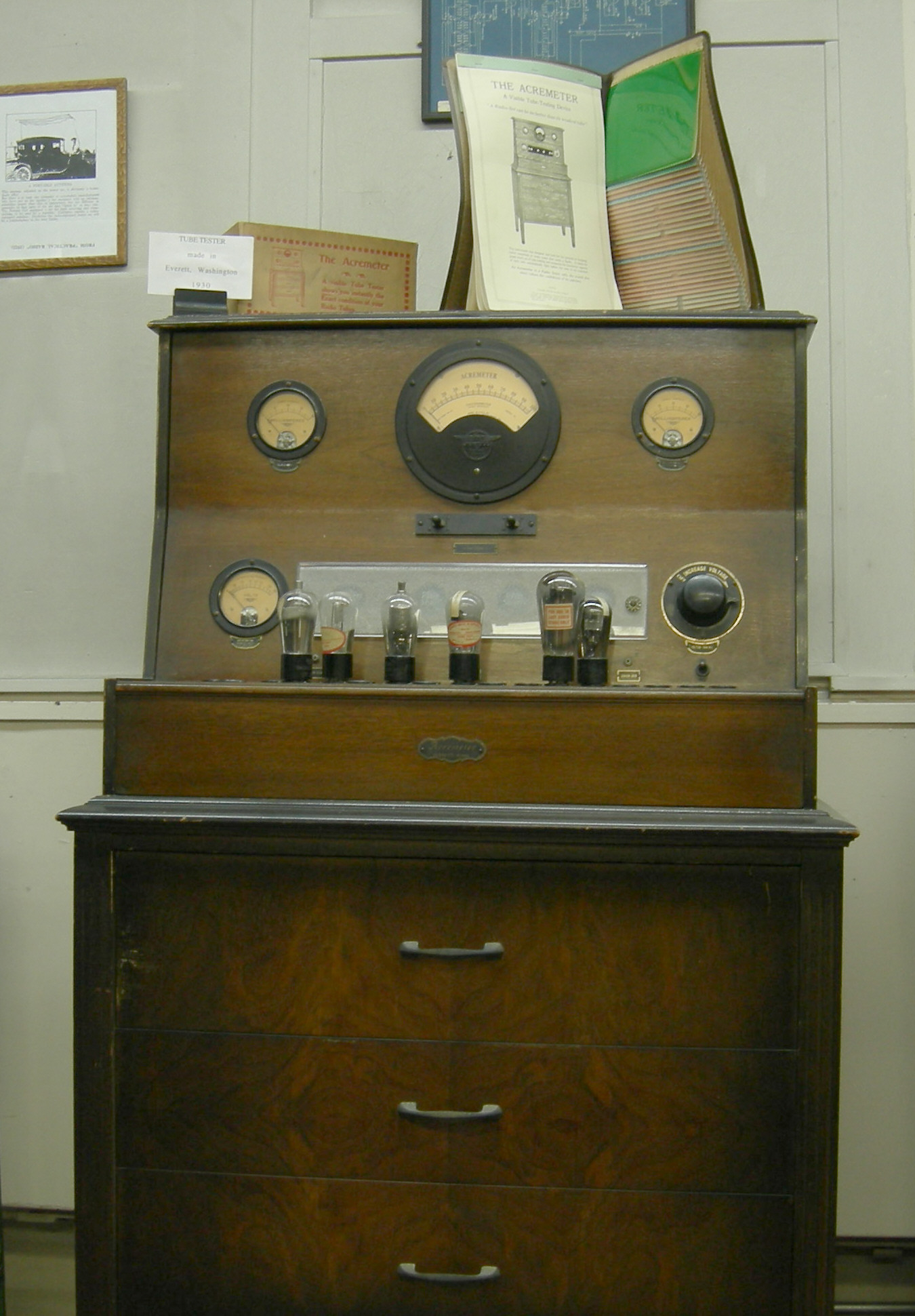
Provador Acremeter a partir de 1930, prod. EUA

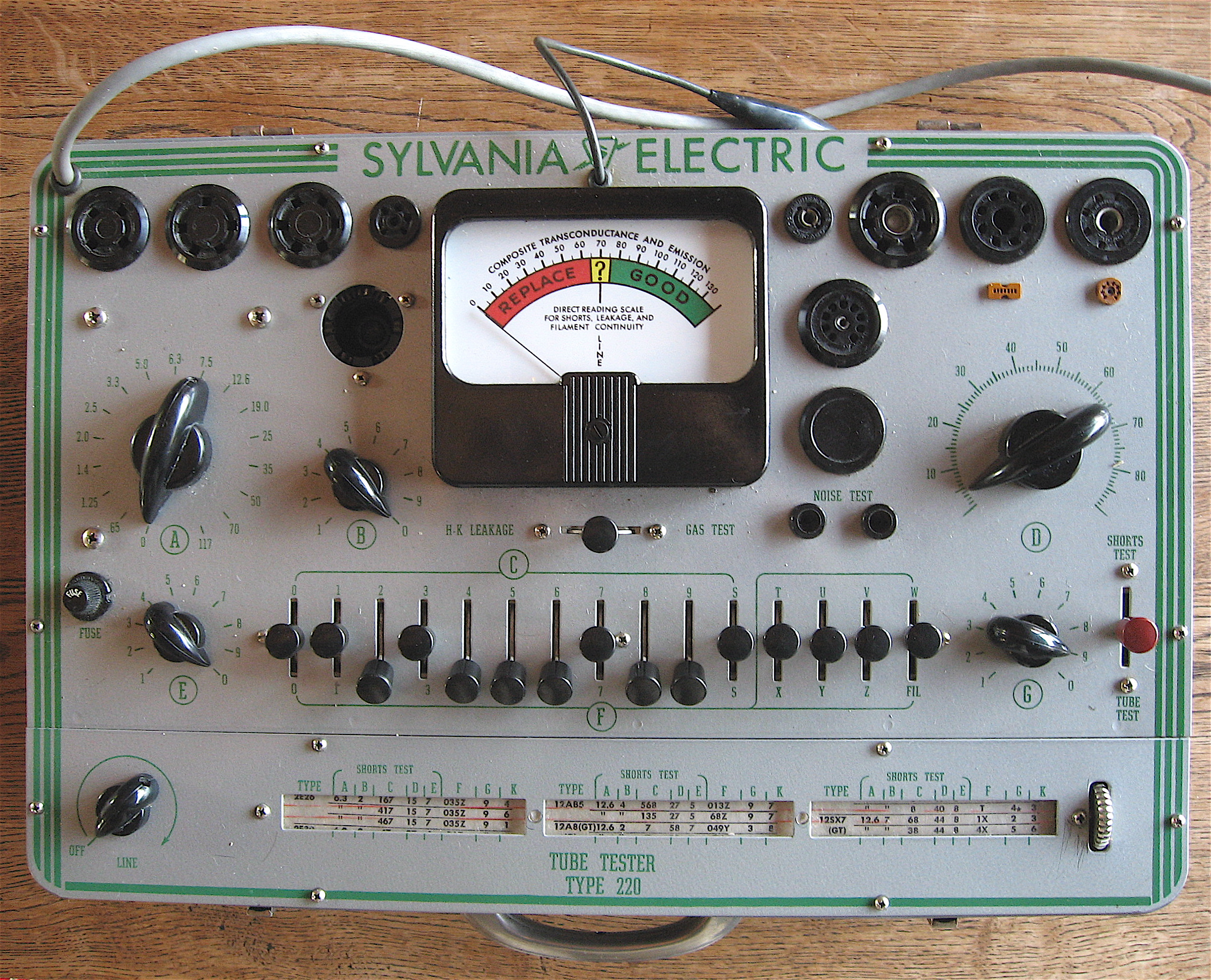
Provador de vàlvules de tipus 220, Sylvania Electric Company (EUA)

Un provador de vàlvules és un dispositiu per a la prova de vàlvules termoiòniques. Els provadors més sofisticats permeten el mesurament del pendent d'amplificació, la resistència interna, etc.. Els provadors de vàlvules van evolucionar juntament amb els element que havien de provar. per a satisfer les demandes de l'època, i la seva evolució va acabar amb el final de l'era de les làmpares.
Les funcions bàsiques del provador:
- Controlar l'eficàcia del filament (que no estigui obert o en curtcircuit)
- Examinar que no hi ha curtcircuit entre els elèctrodes
- Examinar que no hi ha una interrupció en el circuit dels elèctrodes,
- Proves de reixa de control (és a dir, el seu impacte en el valor del corrent d'ànode),
- Mesurament del corrent anòdic a una tensió anòdica constant (prova d'emissió d'electrons).